# Krankenpfleger

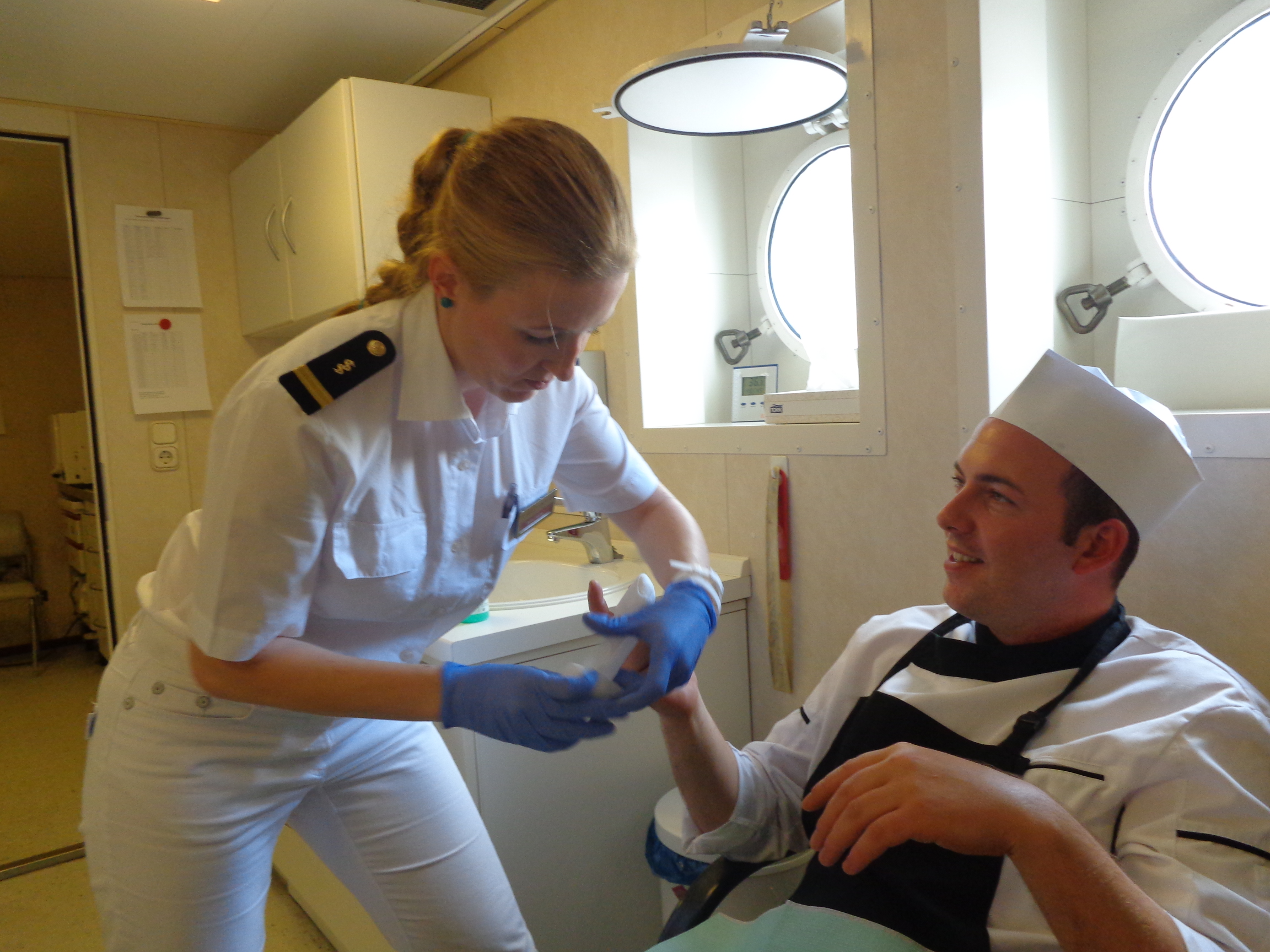
Krankenschwester auf dem Kreuzfahrtschiff Deutschland

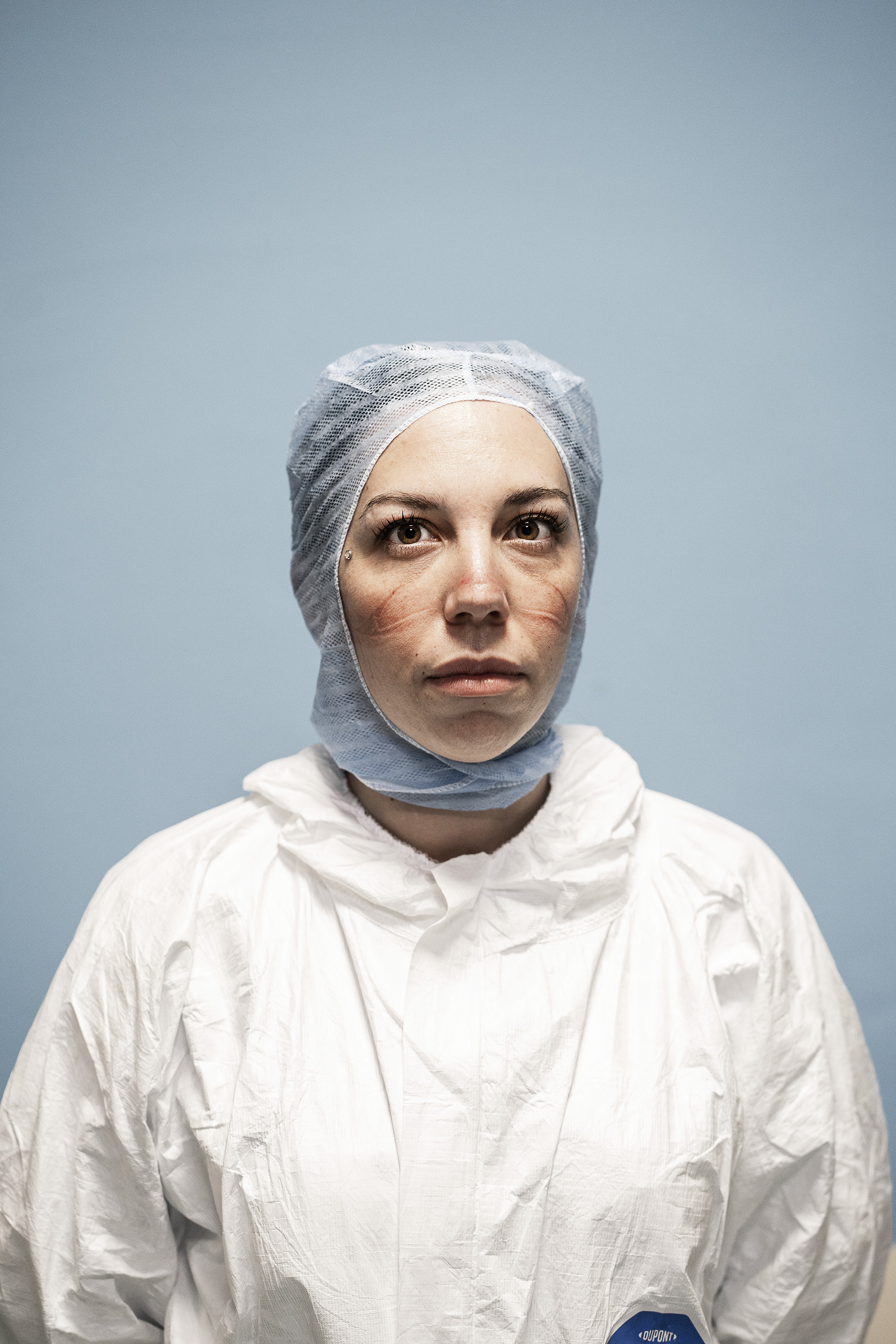
Krankenschwester während der Covid-19-Pandemie

Die Bezeichnungen Krankenschwester oder Krankenpfleger sind geschützte Berufsbezeichnungen für einen der ältesten Heilberufe, die Krankenpflege. Grundlage für den reglementierten Beruf sind verschiedene Ausbildungen in der Gesundheits- und Krankenpflege. 
Die Ausbildung in Deutschland erfolgt gemäß den Vorgaben der deutschen Ausbildungs- und Prüfungsverordnung für die Pflegeberufe. Neue Ausbildungsformen führen zur Tätigkeit als Pflegefachperson. Seit 2020 lauten in Deutschland die neuen Bezeichnungen Pflegefachfrau bzw. Pflegefachmann.
Die verschiedenen Ausbildungsgesetze für Pflegeberufe in Deutschland, Österreich und in der Schweiz sehen jeweils neue geschützte Berufsbezeichnungen vor, wobei in Deutschland die alten Berufsbezeichnungen Krankenpfleger und Krankenschwester weiterhin geschützt sind, aber unter bestimmten Vorschriften gegen die neuen ausgewechselt werden können.
Umgangssprachlich werden die Bezeichnungen Krankenpfleger und Krankenschwester synonym – zum Teil verkürzt zu Pfleger und Schwester – sogar auf Personen angewendet, die ohne besondere Qualifikation in der Pflege tätig sind oder einen der anderen Gesundheitsberufe im Gesundheitswesen ausüben.

## Zur Anrede „Schwester“
Pflegerinnen mit und ohne eine staatliche Anerkennung ihrer Berufsausbildung werden zwar immer noch oft als „Schwester“ angesprochen, jedoch ist diese Anrede keine offizielle Berufsbezeichnung, sondern traditionell aus dem Namenszusatz weiblicher Angehöriger religiöser Gemeinschaften entstanden, wie er z. B. bei Nonnen, Ordensschwestern bzw. Diakonissen weiterhin üblich ist (englisch sister, lateinisch soror); unabhängig von einer Pflegetätigkeit.
Anfang des letzten Jahrhunderts vertraten Mutterhaus-Schwesternschaften ein Konzept von Pflege als Dienst oder Berufung. Pflegerinnen, die keiner Schwesternschaft angehörten, durften sich zunächst nicht „Schwestern“ nennen, sondern nur „Wärterinnen“.
Erst mit dem Gesetz über die Ausübung des Berufs der Krankenschwester, des Krankenpflegers und der Kinderkrankenschwester von 1957 wurden die Einzelheiten geregelt, die zur Führung der Berufsbezeichnungen berechtigten. Seitdem ist die Bezeichnung Krankenschwester in Deutschland eine gesetzlich geschützte Berufsbezeichnung, die durch die erfolgreich abgeschlossene Ausbildung in der Gesundheits- und Krankenpflege erworben wurde. Der häufig verwendete Zusatz „examiniert“ ist daher ein Pleonasmus.
Pflegepersonen oder erwerbsmäßig Pflegende ohne die entsprechende abgeschlossene Ausbildung dürfen die Berufsbezeichnung Krankenschwester nicht verwenden.

## Einige Daten zur Herausbildung einer „weltlichen“ Krankenpflege
Die folgenden Daten stehen für die historische Entwicklung der pflegerischen Tätigkeiten von Schwestern und Pflegern, die zunächst fast ausschließlich in kirchlichen Diensten tätig waren (Pflegeorden), über ein Erwerbsmodell von Lohnwärtern oder ehelosen, an ein Mutterhaus gebundene Krankenpflegerinnen, hin zu nicht organisierten Berufstätigen in einer Dienstleistungsgesellschaft.
Kirchliche Mutterhäuser, deren „Schwestern“ nicht alle in der Krankenpflege tätig waren oder sind, wurden im Laufe der Jahre zum Teil zu Krankenhausbetreibern, denen sich in einigen Fällen selbst Leitende Ärzte als Angestellte unterordneten. Diese Mutterhäuser übten Pflege als Form der Nächstenliebe und als Gelegenheit zur Bekehrung religionsloser Menschen aus. Neben diesen kirchlich verorteten Pflegegemeinschaften entstand mit dem sogenannten Lohnwartesystem erstmals bezahlte Pflegetätigkeit. Im 19. Jahrhundert entstanden als weltliche Organisationen vaterländische Frauenvereine insbesondere für die Pflege im Krieg. Die bekanntesten Gruppen sind darunter die Rot-Kreuz-Schwesternschaften (in Deutschland seit 1882) und seit Anfang des 20. Jahrhunderts der Agnes-Karll-Verband (seit 1903).
Markant ist der Einschnitt in der englischen Gesellschaft, der hier mit 1860 angegeben wird. Das Nightingalesche Ausbildungsmodell sieht Krankenpflegeschulen vor, die Krankenhäusern nur zu Ausbildungszwecken angeschlossen sind. Es verbreitete sich im anglo-amerikanischen Raum und in skandinavischen Ländern, fand in Deutschland jedoch keine Anerkennung, da hier die Vorstellung von Pflege als Ausdruck der Nächstenliebe vorherrschte, was die Entwicklung eines beruflichen Selbstverständnisses behinderte.
- 1782: Franz Anton Mai gründet in Mannheim die erste deutsche Krankenwärterschule, die bald als „Hohe Schule“ der Universität Heidelberg eingegliedert wurde und bis 1806 bestand.[9]
- 1859: Die Ecole La Source wird als erste säkulare Krankenpflegeschule in Lausanne gegründet.[10] Sie ist inzwischen ein Zentrum für die Geschichte der Krankenpflege. Darüber hinaus ist sie in der Forschung und Entwicklung des Berufes tätig. Träger ist das Schweizerische Rote Kreuz; die Gründerin Valérie de Gasparin wendet sich explizit gegen das Mutterhaussystem.
- 1860: In London wird die Nightingale School of Nursing mit 15 weiblichen Auszubildenden in einem Alter zwischen 25 und 35 Jahren am St Thomas’ Hospital in London eröffnet.
- 1885: In Berlin wird die Krankenpflegeschule Viktoriahaus gestiftet (Kronprinzessin Viktoria). Es stand beim Krankenhaus Friedrichshain. Die Pflegerinnen von hier wurden Viktoriaschwestern genannt und nach dem englischen Vorbild für den Hospitaldienst, besonders an armen und kinderreichen Familien, ausgebildet.
- 1899: Die britische Krankenschwester und Oberin Ethel Bedford Fenwick gründet den International Council of Nurses (ICN).
- 1903: Agnes Karll gründet die erste deutsche Berufsorganisation der Krankenpflege. Gefordert wurde eine dreijährige Ausbildung nach gesetzlicher Vorgabe und staatlicher Prüfung.
- ab 1906: Die „Vorschriften über die staatliche Prüfung von Krankenpflegepersonen“ werden eingeführt, die Pflegerinnen und Wärter legen künftig nach einjähriger Ausbildung staatliche Prüfungen ab. In Anlehnung an die Vorschriften von Preußen folgen die einzelnen Länder zu verschiedenen Zeitpunkten: Württemberg, Hessen und Lippe 1908, Sachsen und Bremen 1909, Mecklenburg-Schwerin 1915, Baden 1919, Hamburg 1921, Thüringen 1922, Bayern 1924. Die Regelungen für die allgemeine Krankenpflege gelten nicht für die sogenannte Irrenpflege. Hier blieb der Status erhalten, dass die einzelnen Direktoren je nach Gutdünken mehr oder weniger Unterricht hielten.
- 1925: Erlass der ersten Ausbildungsrichtlinien für Krankenschwestern in der Schweiz (Bern)
- 1938: Gesetz zur Ordnung der Krankenpflege im Deutschen Reich; die Ausbildungsdauer beträgt eineinhalb Jahre mit einem anschließenden Anerkennungsjahr. Der theoretische Unterricht umfasst 200 Stunden.
- 1953: Erstes Krankenpflegegesetz in der BRD; besondere Bezeichnung der Männer in diesem Ausbildungsberuf wird gesetzlich geschützt.[11]
- 1957: Die Ausbildungsdauer wird in Deutschland auf zwei Jahre heraufgesetzt; der theoretische Unterricht umfasst 400 Stunden.
- 1965: Die Ausbildungsdauer wird in Deutschland auf drei Jahre heraufgesetzt; der theoretische Unterricht wird auf 1200 Stunden erhöht.
- 1985: Die von der Europäischen Union geforderten Richtlinien werden in Deutschland mit dem Gesetz über die Berufe in der Krankenpflege umgesetzt. Die Ausbildungsdauer beträgt insgesamt 4600 Stunden, davon entfallen „mindestens die Hälfte auf die praktische Ausbildung und nicht weniger als ein Drittel auf den theoretischen und praktischen Unterricht“.[12]
- 2004: Mit dem 4. Krankenpflegegesetz werden in Deutschland für die danach ausgebildeten Pflegefachkräfte die neuen geschützten Berufsbezeichnungen Gesundheits- und Krankenpfleger bzw. Gesundheits- und Kinderkrankenpfleger eingeführt. Der gesetzliche Schutz der früheren Berufsbezeichnungen wird dabei nicht aufgehoben, die nach dem dritten KrpflG von 1985 ausgebildeten Krankenschwestern, Krankenpfleger, Kinderkrankenschwestern und Kinderkrankenpfleger können wahlweise die bisherige Berufsbezeichnung weiter führen oder die neue Bezeichnung verwenden.

## Derzeitige Ausbildungen im Berufsfeld Krankenpflege
Die Ausbildung ist, wie auch die exakten Berufsbezeichnungen, national gesetzlich verschieden geregelt.
Seit 2016 erfolgt in der Europäischen Union die länderübergreifende Anerkennung im Verfahren des Europäischen Berufsausweises.

### Deutschland
Seit dem 1. Januar 2020 erfolgt eine generalistisch ausgerichtete Ausbildung auf Grundlage des Pflegeberufegesetzes mit dem Abschluss Pflegefachfrau bzw. Pflegefachmann oder je nach gewähltem Vertiefungseinsatz Altenpfleger oder Gesundheits- und Kinderkrankenpfleger.
Vorher (von 2004 bis 2019) schloss die Ausbildung in der Gesundheits- und Krankenpflege mit den Berufsbezeichnungen Gesundheits- und Krankenpfleger bzw. Gesundheits- und Krankenpflegerin ab; Ausbildungen in der Altenpflege oder Gesundheits- und Kinderkrankenpflege waren jeweils getrennt geregelt. Auf der Grundlage des inzwischen außer Kraft getretenen Krankenpflegegesetzes begonnene Ausbildungen können noch bis zum 31. Dezember 2024 abgeschlossen werden.
Pflegefachpersonen, die ihre Ausbildung vor 2004 abgeschlossen haben, dürfen die ursprünglichen und immer noch geschützten Berufsbezeichnungen Krankenschwester bzw. Krankenpfleger wahlweise weiter führen. Voraussetzung ist in jedem Fall eine abgeschlossene Berufsausbildung und eine entsprechende Berufserlaubnis.

### Österreich
Diplomierte/r Gesundheits- und Krankenpfleger/-in (schulisch oder als Fachhochschul-Studiengang) (allgemeine Bezeichnung: Diplomierte Pflegeperson)

### Schweiz, Liechtenstein
Seit 2004 lauten die Berufsbezeichnungen diplomierte/r Pflegefachfrau/Pflegefachmann je nach Schulzweig mit dem Zusatz HF (Höhere Fachschule) oder FH (Fachhochschule). Die vorherigen Titel diplomierte Krankenschwester bzw. -pfleger in allgemeiner Krankenpflege AKP sind weiterhin gültig.
Der Titel Krankenpfleger/in FA SRK mit Fähigkeitsausweis nach Vorschriften des Schweizerischen Roten Kreuzes (SRK), der bis zum 31. Dezember 2011 ausgestellt wurde, behält ebenfalls seine Gültigkeit. Außerdem besteht noch der Ausbildungszweig Fachfrau/-mann Gesundheit mit eidgenössischem Fähigkeitszeugnis (EFZ).

### Vereinigte Staaten (USA)
Die Ausbildung zum/zur Registered Nurse (R.N.) findet in der Regel als Studiengang der Pflege (Nursing) an Hochschulen und Colleges statt. Um in einem bestimmten US-Bundesstaat arbeiten zu können, muss dort eine Zulassung beantragt und in der Regel eine weitere Prüfung (National Council Licensure EXamination-Registered Nurse; NCLEX-RN) abgelegt werden.

## Beschäftigte
Nach den verfügbaren Zahlen handelt es sich bei der professionellen Pflege um einen typischen Frauenberuf. Im Jahr 2007 waren in Deutschland 638.787 Menschen als Gesundheits- und Krankenpfleger sozialversicherungspflichtig beschäftigt. Die Frauenquote betrug 86,3 Prozent (also bei 13,7 % Männern). Während die Zahl der Beschäftigten unter 25 Jahren in den Jahren von 1999 bis 2007 von 8,0 % auf 6,0 % und die der zwischen 25- und 35-Jährigen im gleichen Zeitraum um 9 Prozentpunkte auf 23,4 % gesunken ist, ist inzwischen über die Hälfte der Gesundheits- und Krankenpfleger 35 bis 50 Jahre alt. Die Gruppe der über 50-jährigen Pflegenden ist von 1999 bis 2007 von 12,2 % auf 20,6 % gestiegen.

### Personalbemessung im internationalen Vergleich
Laut einer Studie aus dem Jahr 2017 ist das Verhältnis der Zahl von Pflegefachleuten zur Zahl der Patienten ein wichtiger Gradmesser sowohl für die Qualität der Pflege als auch der Arbeitsbedingungen. Daher bestehen in einigen Staaten gesetzliche Vorgaben oder tarifvertragliche Vereinbarungen für die Personalbemessung in der Krankenpflege, insbesondere in den USA und Australien. Die Quoten sind unter anderem abhängig von der jeweiligen Versorgungsstufe.
Die in Japan, Südkorea, Taiwan und Belgien geltenden Personalschlüssel basieren auf sogenannten Nurse-to-Bed-Ratios, die auf dem Verhältnis der Personalstellen zur Zahl der durchschnittlich belegten Betten beruhen. Die Durchschnittswerte sagten allerdings wenig über das tatsächlich verfügbare Personal und die Bettenauslastung zu einem bestimmten Zeitpunkt aus.
Der internationalen Pflege-Vergleichsstudie RN4CAST aus dem Jahr 2012 zufolge kommen auf eine Pflegefachkraft in den USA durchschnittlich 5,3 Patienten, in den Niederlanden sieben, in Schweden 7,7, in der Schweiz 7,9 und in Deutschland 13 Patienten.